# Sajna Mała
Sajna Mała (deutsch Klein Schrankheim) ist ein kleiner Ort in der polnischen Woiwodschaft Ermland-Masuren und gehört zur Gmina Korsze (Stadt- und Landgemeinde Korschen) im Powiat Kętrzyński (Kreis Rastenburg).

## Geographische Lage
Sajna Mała liegt an der Westseite des Flüsschens Zaine (polnisch Sajna) in der nördlichen Mitte der Woiwodschaft Ermland-Masuren, 23 Kilometer nordwestlich der Kreisstadt Kętrzyn (deutsch Rastenburg).

## Geschichte
Der heutige Weiler (polnisch Przysiółek) war ursprünglich nur ein sehr kleiner Gutsort. Im Jahre 1874 wurde der Gutsbezirk Klein Schrankheim in den neu errichteten Amtsbezirk Glaubitten (polnisch Głowbity) eingegliedert, der zum Kreis Rastenburg im Regierungsbezirk Königsberg in der preußischen Provinz Ostpreußen gehörte. Am 19. April 1893 wurde Klein Schrankheim in den Gutsbezirk Klein Köskeim (polnisch Kaskajmy Małe) einbezogen. Der Gutsbezirk Klein Köskeim mit den Wohnplätzen Klein Köskeim und Klein Schrankheim erhielt am 26. März 1926 die Umbenennung in „Klein Schrankheim“, und am 30. September 1928 schloss sich eben dieser Gutsbezirk Klein Schrankheim mit dem Gutsbezirk Wormen (polnisch Studzieniec) und der Landgemeinde Groß Schrankheim (Sajna Wielka) zur neuen Landgemeinde Schrankheim zusammen.
In Kriegsfolge kam 1945 der Schrankheimer Wohnplatz Klein Schrankheim zusammen mit dem gesamten südlichen Ostpreußen zu Polen und erhielt die polnische Namensform „Sajna Mała“. Als Weiler in der Verbindung zu Sajna Wielka (Groß Schrankheim) ist der Ort jetzt eine Ortschaft innerhalb der Stadt- und Landgemeinde Korsze (Korschen) im Powiat Kętrzyński (Kreis Rastenburg), bis 1998 der Woiwodschaft Olsztyn, seither der Woiwodschaft Ermland-Masuren zugehörig.

## Kirche
Bis 1945 war Klein Schrankheim in die evangelische Kirche Leunenburg (polnisch Sątoczno) in der Kirchenprovinz Ostpreußen der Kirche der Altpreußischen Union sowie in die katholische Kirche Sturmhübel (polnisch Grzęda) im Bistum Ermland eingepfarrt.
Heute gehört Sajna Mała zur katholischen Pfarrei Sątoczno (Leunenburg) im jetzigen Erzbistum Ermland sowie zur evangelischen Pfarrei Kętrzyn (Rastenburg) mit den Filialkirchen Barciany (Barten) und Bartoszyce (Bartenstein) in der Diözese Masuren der Evangelisch-Augsburgischen Kirche in Polen.

## Verkehr
Sajna Mała liegt an einer Nebenstraße, die Dłużec Wielki (Groß Langwalde) mit Sajna Wielka (Groß Schrankheim, 1928 bis 1945 Schrankheim) verbindet. Außerdem endet ein von Kaskajmy Małe (Klein Köskeim) kommender Landweg in Sajna Mała. Bis 2002 war Studzieniec (Wormen) die nächste Bahnstation an der Bahnstrecke Głomno–Białystok, die jedoch nur noch von und bis Korsze (Korschen) im Personenverkehr befahren wird, so dass Sajna Mała nicht mehr über eine Bahnanbindung verfügt.